# Digteren Johannes Jørgensen
Digteren Johannes Jørgensen er en dansk portrætfilm fra 1946 med ukendt instruktør. Den blev til på foranledning af forlæggeren og filmproducenten Johs. Øhlenschlæger Johansen.

## Handling
En atelieroptagelse af digteren Johannes Jørgensen, der læser digtene Fagerø og Bag alle de blå Bjærge.